# Miia Niemi
Miia-Maarit Niemi (* 9. Juli 1983) ist eine ehemalige finnische Fußballspielerin. Die Abwehrspielerin spielte für die finnische Nationalmannschaft.
Mit dem Verein HJK Helsinki gewann sie 2001 und 2005 die finnische Meisterschaft und 2002 den finnischen Pokal. Später wechselte sie nach Norwegen zu Amazon Grimstad FK. Am 9. August 2003 debütierte sie bei einem Spiel gegen Schweden in der finnischen Nationalmannschaft, für die Niemi insgesamt 46 Mal spielte. Im Jahr 2011 ging sie zu Klepp IL, wo sie ihre Laufbahn beendete.